# 狗牙根黑粉菌
狗牙根黑粉菌（学名：Ustilago cynodontis）是属于黑粉菌目黑粉菌科黑粉菌属的一种真菌，寄生在狗牙根上。该种分布于中国、朝鲜、日本、越南、缅甸、印度、土库曼斯坦、巴基斯坦、阿富汗、伊朗、伊拉克、黎巴嫩、以色列、塞浦路斯、俄罗斯、瑞士、法国、西班牙、葡萄牙、意大利、马耳他、马其顿、罗马尼亚、希腊、阿尔及利亚、澳大利亚、新西兰、美国、古巴等地。